# 久野剛司
久野 剛司（ひさの たかし、1943年5月21日 - ）は、大阪府八尾市出身の元プロ野球選手。

## 来歴・人物
八尾高校では、1年生エースとして1959年の夏の甲子園に出場。準決勝に進むが、優勝した西条高の金子哲夫（阪神）に抑えられ1-5で敗退。秋の東京国体では1回戦で平安高の藤野隆司と投げ合い、1失点ながらノーヒットノーランを喫する。同年の秋季近畿大会県予選準決勝では大鉄高の土井正博に本塁打を喫し敗退。1960年の春季近畿大会にも進出するが、1回戦で山城高に敗れている。同年夏の甲子園府予選は準々決勝で明星高に惜敗。
同志社大学に進学。関西六大学野球リーグでは1964年秋季、1965年秋季と2度のリーグ優勝に貢献、1シーズン9勝を2回記録するなどエースとして活躍した。リーグ通算70試合に登板し、33勝16敗、防御率1.52、188奪三振。1965年には春秋季連続で関西六大学記者クラブ賞を受賞した。
卒業後は河合楽器に入社が内定していたが断り、1965年に阪神タイガースにドラフト4位で指名され入団した。
1966年には自己最多となる38試合に登板、5月からは先発としても起用される。6連敗の後、8月20日の広島戦で先発。池田英俊と投げ合い初勝利を3安打完封で飾る。
1967年は一軍登板がなかった。
1968年も中継ぎでの1勝にとどまる。
1969年にはシーズン最終日の10月16日に中日とのダブルヘッダー第1戦で門岡信行に投げ勝ち、完封勝利。
1970年のシーズン中に西鉄ライオンズに移籍。
1971年には1試合登板のみにとどまり、同年限りで引退した。スライダー、カーブとシュートのコンビネーションが持味だった。

## 詳細情報

### 年度別投手成績
| 年 度     | 球 団     | 登 板 | 先 発 | 完 投 | 完 封 | 無 四 球 | 勝 利 | 敗 戦 | セ 丨 ブ | ホ 丨 ル ド | 勝 率 | 打 者 | 投 球 回 | 被 安 打 | 被 本 塁 打 | 与 四 球 | 敬 遠 | 与 死 球 | 奪 三 振 | 暴 投 | ボ 丨 ク | 失 点 | 自 責 点 | 防 御 率 | W H I P |
| --------- | --------- | ----- | ----- | ----- | ----- | -------- | ----- | ----- | -------- | ----------- | ----- | ----- | -------- | -------- | ----------- | -------- | ----- | -------- | -------- | ----- | -------- | ----- | -------- | -------- | ------- |
| 1966      | 阪神      | 38    | 14    | 1     | 1     | 0        | 1     | 6     | --       | --          | .143  | 393   | 93.1     | 90       | 3           | 30       | 2     | 8        | 36       | 2     | 1        | 40    | 29       | 2.81     | 1.29    |
| 1968      | 阪神      | 11    | 1     | 0     | 0     | 0        | 1     | 2     | --       | --          | .333  | 82    | 17.2     | 24       | 2           | 8        | 1     | 1        | 15       | 1     | 0        | 14    | 14       | 7.00     | 1.81    |
| 1969      | 阪神      | 12    | 1     | 1     | 1     | 1        | 1     | 0     | --       | --          | 1.000 | 95    | 24.2     | 15       | 0           | 5        | 0     | 1        | 10       | 1     | 0        | 3     | 3        | 1.08     | 0.81    |
| 1970      | 阪神      | 7     | 0     | 0     | 0     | 0        | 0     | 0     | --       | --          | ----  | 43    | 8.2      | 15       | 1           | 3        | 0     | 0        | 8        | 0     | 0        | 10    | 10       | 10.00    | 2.08    |
| 1970      | 西鉄      | 11    | 0     | 0     | 0     | 0        | 0     | 0     | --       | --          | ----  | 70    | 16.0     | 20       | 2           | 5        | 0     | 0        | 2        | 0     | 0        | 12    | 10       | 5.63     | 1.56    |
| '70計     | 西鉄      | 18    | 0     | 0     | 0     | 0        | 0     | 0     | --       | --          | ----  | 113   | 24.2     | 35       | 3           | 8        | 0     | 0        | 10       | 0     | 0        | 22    | 20       | 7.30     | 1.74    |
| 1971      | 西鉄      | 1     | 0     | 0     | 0     | 0        | 0     | 0     | --       | --          | ----  | 10    | 2.0      | 4        | 0           | 1        | 0     | 0        | 0        | 0     | 0        | 1     | 1        | 4.50     | 2.50    |
| 通算：5年 | 通算：5年 | 80    | 16    | 2     | 2     | 1        | 3     | 8     | --       | --          | .273  | 693   | 162.1    | 168      | 8           | 52       | 3     | 10       | 71       | 4     | 1        | 80    | 67       | 3.72     | 1.36    |

- 各年度の太字はリーグ最高

### 記録
投手記録
- 初登板：1966年4月10日、対サンケイアトムズ2回戦（阪神甲子園球場）、5回表から2番手で救援登板、2回無失点
- 初先発登板：1966年5月8日、対広島カープ3回戦（阪神甲子園球場）、1/3回無失点で勝敗つかず
- 初勝利・初先発勝利・初完投勝利・初完封勝利：1966年8月20日、対広島カープ16回戦（西京極球場）

打撃記録
- 初安打：1966年6月7日、対読売ジャイアンツ6回戦（阪神甲子園球場）、中村稔から単打
- 初本塁打：1966年7月3日、対大洋ホエールズ14回戦（川崎球場）、ジョー・スタンカからソロ

### 背番号
- 26（1965年 - 1970年途中）
- 17（1970年途中 - 1971年）